# Herbert Droste
Herbert Droste (geboren 17. Mai 1934 in Menden, Kreis Iserlohn; gestorben 9. Februar 2020) war ein deutscher Jurist und langjähriger Oberkreisdirektor des Landkreises Hannover, der späteren Region Hannover. Seine Wahlheimat war Barsinghausen.

## Leben
Droste wuchs in der Zeit des Nationalsozialismus auf, legte in der Nachkriegszeit 1954 sein Abitur ab und studierte anschließend Rechtswissenschaften an der Universität Münster sowie der Universität München. Nach seinem ersten juristischen Staatsexamen wechselte er 1957 an das Oberlandesgericht Hamm, an dem er 1961 seine zweite juristische Staatsprüfung bestand.
Nach Tätigkeiten als Anwalts- und Notarvertreter sowie als Assessor wurde er 1963 zunächst Angestellter, 1970 dann Beamter im Landkreis. 1970 wurde er zum Landkreis Hannover versetzt, wo er ab dem 1. November desselben Jahres zunächst als Dezernent für Schulwesen, Ordnungsangelegenheiten und Krankenhäuser beziehungsweise als „Kreisdirektor im Dezernat II“  tätig wurde. Im Zuge der Verwaltungs- und Gebietsreform der bisher vier selbständigen  Landkreise zu einem einzigen Landkreis übernahm Droste von seinem Vorgänger Armin Fleig vom 1. November 1973 bis Februar 1974 kommissarisch die Aufgaben als „Leitender Kreisdirektor“, bevor er am 27. März 1974 von den Mitgliedern des dann vergrößerten Landkreises Hannover zum Oberkreisdirektor gewählt wurde. 1979 und 1991 wurde er vom Kreistag wieder gewählt. Die erste Amtszeit betrug sechs Jahre, die zweite und dritte jeweils zwölf Jahre. Das Amt des Oberkreisdirektors im größten der niedersächsischen Landkreise übte er insgesamt ein Vierteljahrhundert aus. Nahezu ebenso lange war er beispielsweise Vorsitzender des Verwaltungsrats der Kreissparkasse Hannover, bis er am 1. Juni 1999 in Pension ging.
Droste war „maßgeblich an der Gründung [... des bundesweit einzigartigen Modellprojektes der späteren] Region Hannover beteiligt.“ Er saß in zahlreichen Aufsichtsräten, Beiräten und anderen Gremien und übte mehrere Ehrenämter aus. Der spätere Regionspräsident Hauke Jagau würdigte Droste in einem Nachruf als „herausragende Führungspersönlichkeit mit klarer Strategie“, der sich unter anderem durch seine kulturellen und historischen Kenntnisse insbesondere über das Calenberger Land ausgezeichnet habe.
Herbert Droste war mehr als 6 Jahrzehnte Mitglied der SPD. Er starb am 9. Februar 2020 im Alter von 85 Jahren.

## Ehrungen
„Für sein vorbildliches Engagement“ in der kommunalen Selbstverwaltung wurde Herbert Droste mehrfach ausgezeichnet, unter anderem mit der Verleihung
- des Großen Verdienstkreuz des Niedersächsischen Verdienstordens,[1]
- der Willy-Brandt-Medaille[1]
- der Niedersächsischen Sparkassenmedaille in Gold im Jahr 1993[2]
- und der Ehrenbürgerwürde der Region Unter-Galiläa in Israel.[1]

## Schriften (Auswahl)
- Gemeinden und Kreisfinanzen. In Frido Wagener: Kreisfinanzen, Göttingen: Schwartz, 1982, S. 47–70.
- Herbert Droste (Red.): Hannover, Bildband über den gleichnamigen Landkreis, hrsg. in Zusammenarbeit mit der Kreisverwaltung, 2., völlig neue Ausgabe, Oldenburg (Oldb): Verlag Kommunikation und Wirtschaft, 1996, ISBN 978-3-88363-136-3; Inhaltsverzeichnis
- Herbert Droste, Jobst Fiedler, Valentin Schmidt: Region Hannover. Entwicklung neuer Organisationsstrukturen für die Wahrnehmung regionaler Verwaltungsaufgaben in der Region Hannover, Hannover: Kommunalverband Großraum Hannover, 1996
- Herbert Droste, Lenkungsgruppe Region Hannover: Region Hannover. Vorschlag zur Umsetzung neuer Organisationsstrukturen für die Wahrnehmung regionaler Verwaltungsaufgaben im Großraum Hannover, Hannover: Kommunalverband Großraum Hannover, 1998